# Чьеу Ван-выонг
Чьеу (Чиеу) Ван-выонг (вьет. Triệu Văn Vương, кит. 趙文王, палл. Чжао Вэнь-ван) — второй правитель династии Чьеу, правившей королевством Наньюэ (по-вьетнамски «Намвьет»), внук Чьеу Да, пережившего своих детей, юэ по национальности.
Личное имя — Хо (вьет. Hồ, кит. 胡, палл. Ху).
Ван-выонг был менее независим, чем дед, а в традиционной историографии это интерпретировалось как признак падения нравов. Его правление началось в 137 году до н. э. и окончилось с его смертью в 125 году до н. э.

## Имя

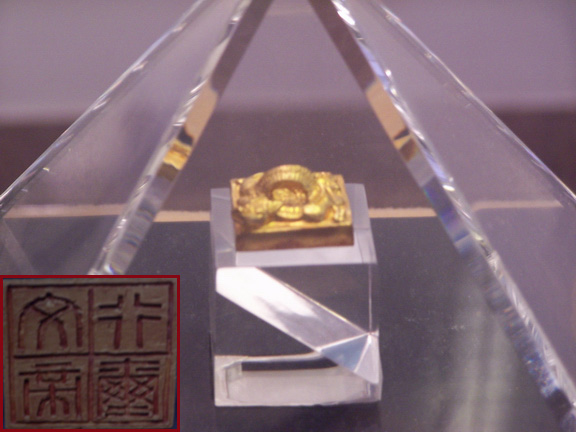
Печать Чьеу Мата

Документы того времени записывались на вэньяне, и имя 趙眜 на современном литературном китайском (севернокитайский) звучит как Чжао Мо; на вьетнамском — Чьеу Мат; на языке, распространённом на территории Наньюэ, — Чиу Мит. Храмовое имя Чьеу Мат переводится как «грамотный император».

## Могила
Могила Чьеу Ван-выонга была обнаружена в 1983 году, под Слоновьим холмом в Гуанчжоу. Размеры могилы — 11×12 метров; она разделена на семь частей. В ней находилось более тысячи артефактов, колесница, золотые и серебряные сосуды, а также человеческие жертвы — 15 тел. Это единственная могила того периода времени с настенной живописью.
Также на раскопках была обнаружена старейшая императорская печать; она также свидетельствует о том, что Чьеу Мат считал себя равным ханьскому императору.
Кроме китайских предметов в захоронении находились вещи из степей, а также персидская серебряная шкатулка (наиболее древний из обнаруженных в Китае импортированных предметов) и греческие вещи.
На месте захоронения Чьеу Ван-выонга находится Музей мавзолея наньюэского короля.